# Argentijnse mier
De Argentijnse mier of Argentijnse plaagmier  (Linepithema humile) is een mierensoort uit de onderfamilie geurmieren (Dolichoderinae). De wetenschappelijke naam van de soort is voor het eerst geldig gepubliceerd in 1868 door Mayr.
De soort is berucht als plaaginsect en werd in 1976 voor het eerst in Nederland waargenomen.

## Verspreiding en habitat
Het oorspronkelijke leefgebied van de Argentijnse mier is het stroomgebied van de Paraná in noordelijk Argentinië, Brazilië, Paraguay en Uruguay. In Argentinië is het klimaat subtropisch, noordelijker mediterraan. De soort heeft zich uitgebreid over alle continenten, met uitzondering van Antarctica. Binnenshuis kunnen ze overal voor komen. In Nederland kan de Argentijnse mier zich ook buitenshuis goed handhaven en zijn daar zelfs in de winter actief. Ze kunnen voorkomen onder velerlei soorten bodemmateriaal, vaak als uitvalsbasis naar honingdauw producerende insecten (blad- of schildluizen), die als voedselbron dienen. In Nederland worden ze regelmatig in huizen aangetroffen, soms ook in grote kolonies. Ze zijn gevonden in potplanten en voorraadkasten.

## Kolonies en voortplanting
De Argentijnse mier is polygyn, met tot honderden koninginnen per kolonie. Een kolonie is in de regel polydoom, bestaande uit meerdere nesten. De nesten zijn meestal geheel ondergronds tot 30 centimeter diep, soms voorzien van een bovengrondse koepel en meestal met meerdere ingangen. Nesten zijn bovengronds onderling verbonden via mierenpaden (trails).
L. humile behoort tot de mierensoorten die superkolonies vormen. Een superkolonie is een verzameling nesten van één soort die zich als één kolonie gedraagt. Normaal zou ieder nest zijn eigen territorium verdedigen, maar binnen een superkolonie zijn alle mieren tolerant tegenover elkaar. Ze vertonen onderling weinig of geen agressie en werken samen bij het zoeken naar voedsel. Zowel de werksters als de koninginnen kunnen zich vrij bewegen tussen alle afzonderlijke nesten. Zo nodig kunnen nesten binnen een kolonie ook afwisselend fuseren en weer opsplitsen. Ongeveer 90% van de onbevruchte koninginnen (gyns) wordt binnen één jaar door de werksters gedood. De overlevende koninginnen worden binnen het nest bevrucht. Er vinden dus geen bruidsvluchten plaats. Alleen de mannetjes vliegen uit.
Kolonies breiden zich primair uit over korte afstanden door middel van nest-afsplitsing ('budding'). Een bevruchte koningin vestigt dan op loopafstand een eigen nest, dat wel onderdeel van de oorspronkelijke kolonie blijft uitmaken. Op deze manier kan de kolonie zich tot zo'n 150 meter per jaar uitbreiden. Via 'jump-dispersal' (sprongsgewijze verspreiding) kan een kolonie zich ook over grotere afstanden uitbreiden. Gewoonlijk geschiedt dit onbedoeld via transport door mensen. Als een bevruchte koningin als verstekeling via menselijk transport een nieuw gebied weet te bereiken, kan zij daar een nieuw nest beginnen als onderdeel van de oude kolonie. Een superkolonie kan zich dan ook over zeer grote oppervlakten uitstrekken en zelfs meerdere continenten bestrijken. 
In de oorspronkelijke biotoop komen van de Argentijnse mier zowel superkolonies voor, als kleinere kolonies die bestaan uit losse geïsoleerde nesten. Bij laatstgenoemde zijn de mieren van naburige nesten wel agressief ten opzichte van elkaar. In het oorspronkelijke leefgebied zijn ze minder bedreigend voor andere soorten dan in nieuwe gebieden waar ze invasief zijn, vermoedelijk door concurrerende mierensoorten.

### Superkolonies
De Argentijnse mier is de bekendste invasieve mierensoort vanwege een intercontinentale superkolonie, die als 's werelds grootste mierenkolonie is opgenomen in het  Guinness Book of World Records.
Aanvankelijk werd gedacht dat Argentijnse mieren nooit met elkaar concurreren en feitelijk één wereldwijde superkolonie of uniekolonie vormen. In Zuid-Europa werden evenwel twee afzonderlijke superkolonies gevonden die onderling een hoge mate van agressie vertoonden. De mieren waren nog steeds in staat soortgenoten uit een andere kolonie te onderscheiden en zij bevochten elkaar op leven en dood, wat aantoonde dat een superkolonie niet iedere soortgenoot accepteert.
Volgens een in 2000 gelanceerde hypothese zijn de superkolonies ontstaan door een 'genetische flessenhals'. Bij het vervoer van goederen werd een kleine uitgangspopulatie van mieren, afkomstig uit slechts één of enkele zeer nauw verwante oorsprongskolonies, naar een nieuw gebied overgebracht. Door inteelt hebben de individuen in de superkolonie minder genetische variatie en beschouwen alle mieren uit verschillende nesten elkaar als lid van de eigen kolonie. De onderzoekers Tsutsui et al. vonden dat de oorspronkelijke Argentijnse mieren genetisch twee keer zo divers waren als de Californische indringers en er dus genetische verarming had plaatsgevonden. Onderzoek van Giraud et al. (2002) suggereert, dat superkolonies ontstaan door slechts selectieve uitschakeling van genen die verantwoordelijk zijn voor de onderlinge herkenning en agressie tegenover vreemdelingen. Ook andere hypothesen over het ontstaan van superkolonies zijn voorgesteld, bijvoorbeeld door verworven dominantie via monopolisering van voedselbronnen en langdurige vestiging op bepaalde plekken.
Door mieren van superkolonies in verschillende landen bij elkaar te zetten werd het bestaan van intercontinentale superkolonies onderzocht. Sunamura et al. (2009) toonden aan dat mieren uit de dominante superkolonies in Europa en Californië geen enkele agressie veroorzaakten als zij werden geïntroduceerd in de dominante superkolonie van Japan. De conclusie is dat zij één grote intercontinentale uniekolonie vormen. De eilanden van Macaronesië, voor de kust van noordwestelijk Afrika, behoren tot dezelfde uniekolonie.
 In Japan werden nog drie andere – niet-dominante – superkolonies aangetoond, die kennelijk afzonderlijk door menselijk handelen werden aangevoerd via de haven van Kobe. Tegenover deze niet-dominante superkolonies vertoonden de Argentijnse mieren van andere continenten wel een hoge mate van agressie, anders dan bij de dominante.

#### Verenigde Staten
In het zuiden van de Verenigde Staten vestigde de Argentijnse mier zich in de 1890er jaren in Californië en het zuiden van de VS, waarschijnlijk als verstekelingen op schepen met koffie en suiker uit Argentinië. Zij verspreidde zich vanuit New Orleans, Louisiana. Een andere populatie vestigde zich vanuit het zuidwesten langs de hele kust van Californië en verder landinwaarts als dominante mierensoort ten koste van de daar inheemse mieren en andere geleedpotige diersoorten. Ze kunnen ondanks hun geringe afmetingen domineren dankzij hun grote aantallen. Die aantallen zijn groot dankzij het ontbreken van onderlinge agressie. De soort wordt enigszins in toom gehouden door de – eveneens invasieve – rode vuurmier, die mogelijk deels de plaats van de Argentijnse mier heeft ingenomen.

#### Zuid-Europa

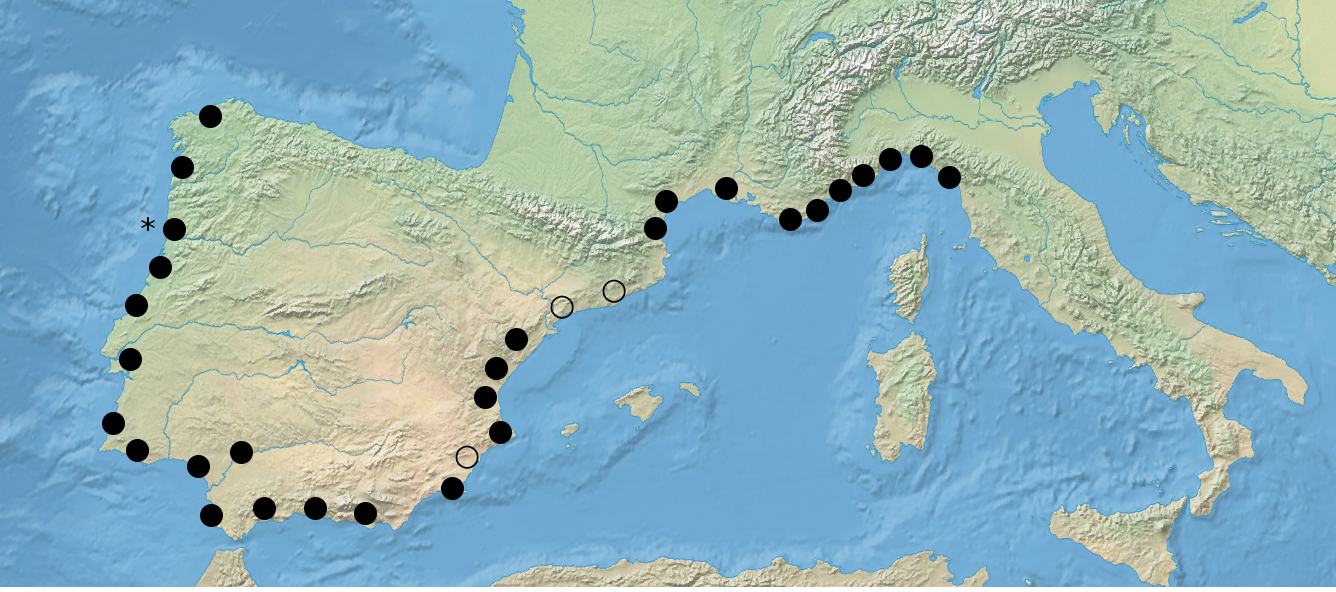
De twee Zuid-Europese superkolonies

In 2000 werd in zuidelijk Europa een megakolonie gevonden, die zich over 6000 km langs de Middellandse en Atlantische Zeekust uitstrekte, van Noord-Italië via Zuid-Frankrijk en Portugal naar Spanje. Hij bestond in totaal uit 30 onderzochte populaties. Daartussen werden nog drie populaties gevonden die samen een tweede superkolonie van de Argentijnse mier vormden. De kolonies bestaan uit miljoenen nesten.

#### Australië en Nieuw-Zeeland
In 2004 werd in Australië een superkolonie van circa 100 km lengte gevonden die zich, naar later bleek, via 'jump-dispersal' over het continent had verspreid over een lengte van 2700 km.
In Nieuw-Zeeland werd slechts één kolonie van de Argentijnse mier aangetroffen, vermoedelijk vanuit Australië via Auckland geïmporteerd en verder verspreid door menselijk handelen. Het blijkt één enkele uniekolonie te zijn, verspreid over het Noordelijk Eiland en de noordpunt van het Zuidelijk Eiland, over een oppervlakte van 900 vierkante kilometer. Binnen deze kolonie werd weinig genetische variëteit gevonden.

#### Japan
In Japan werd in 2009 een superkolonie beschreven, verspreid over een oppervlakte van 2,7 km² en bestaande uit 45.000 nesten met een miljoen koninginnen.

#### Nederland
De eerste melding van de Argentijnse mier in Nederland dateert uit 1976. Ze worden regelmatig in huizen aangetroffen. In 1989 werd de soort in Capelle aan den IJssel gesignaleerd. In 2008 en 2009 werd vastgesteld dat de populatie daar een oppervlak van ongeveer 18.000 m2 bezette. Ze bleken ook buitenshuis actief te zijn bij temperaturen beneden het vriespunt. Ook in het Noord-Hollandse Sint Maarten zijn ze buiten aangetroffen.

## Voedsel

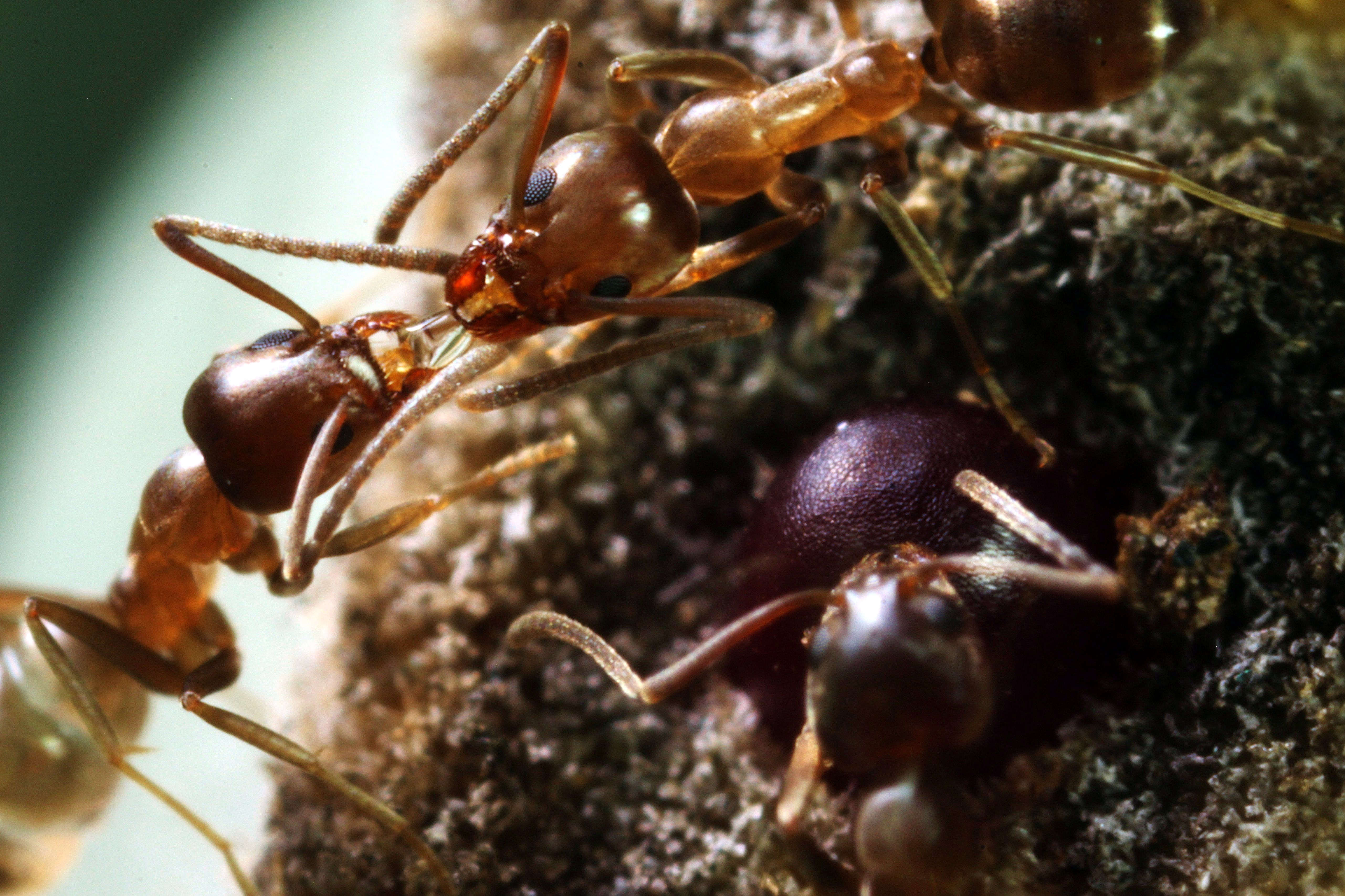
Mieren die nectar uitwisselen

Het voedsel dat  L. humile verzamelt is voor 99% vloeibaar. Het bestaat meestal uit honingdauw, maar ook nectar, water en lichaamssappen van buitgemaakte diertjes of aas. Door het verzamelen van veel nectar zijn ze concurrerend voor bijen.

## Interactie met andere soorten
Superkolonies van de Argentijnse mier als invasieve soort zijn dominant en hebben een sterk negatief effect op het voorkomen en de diversiteit van andere lokale mierensoorten. In hun oorspronkelijke leefgebied zijn concurrerende soorten daarentegen veel beter opgewassen tegen superkolonies van L. humile. In Nederland blijken de concurrerende inheemse soorten Lasius niger (de wegmier) en Tetramorium caespitum (de zwarte zaadmier) de opmars van de Argentijnse mier wel te vertragen, maar niet tegen te houden.
Naast de hazewindmier, de glimmende dikkop, de dwergvuurmier en de rode vuurmier geldt de Argentijnse mier als een van schadelijkse invasieve diersoorten voor de ecologie. Als exoot vormen deze plaagmieren een ernstige bedreiging voor inheemse soorten.

## Weblinks
- Argentijnse mier in Nederlands Soortenregister
- Argentijnse Plaagmier. Mega-Des Plaagdierbeheersing